# Seznam ugandskih kardinalov
Seznam ugandskih kardinalov.

## N
- Emmanuel Nsubuga

## W
- Emmanuel Wamala